# Chiesa della Madonna del Soccorso (Montalcino)
La chiesa della Madonna del Soccorso è un luogo di culto cattolico che si trova a Montalcino, in provincia di Siena.

## Storia e descrizione
L'edificio fu eretto nel 1330 sul luogo della medievale chiesetta di Porta al Corniolo, dove sarebbe stata esposta alla venerazione popolare un'antica tavola raffigurante la Vergine. Inizialmente era una semplice cappella aperta, dove i montalcinesi portavano molti doni, che però attiravano molti ladri: per questo motivo il Comune di Montalcino decise di creare una vera e propria chiesa chiusa nel 1333. L'edificio venne radicalmente ampliato nel 1478-1480 e ultimato solo nel 1609. 
Solo nel 1553 ebbe la titolazione attuale, quando la tradizione popolare riporta che la Madonna ilcinese apparve in sogno al capo delle truppe spagnole e medicee che assediavano la città, Don Garcia Alvarez de Toledo, facendolo desistere. 
La facciata, iniziata nel 1794 su progetto dell'architetto Francesco Paccagnini, fu ultimata nel 1829. All'interno, altari barocchi con opere come la tela con la Sacra Famiglia, attribuita al senese Stefano Volpi, la Crocifissione di Francesco Vanni e l'Assunzione della Vergine di Vincenzo Tamagni (1527). 
Nella chiesa si trova anche l'organo a canne Agati opus 380, costruito nel 1850.